# Alfonso Couce Doce
Alfonso Couce Doce (Ferrol, 1928 - Ferrol, 1 de setembre de 2015) fou un forense i polític espanyol, que exercí de batlle municipal de Ferrol entre 1987 i 1989 per Alianza Popular.
Fou metge forense de professió i, ja durant la dictadura franquista, regidor de l'ajuntament de la seva ciutat natal. A les eleccions municipals de 1987 fou cap de llista d'Alianza Popular per Ferrol i aconseguí l'alcaldia, amb Arsenio Fernández de Mesa com a primer tinent d'alcalde. No obstant això, el 8 de setembre de 1989 una moció de censura amb el suport del Partit Socialista Obrer Espanyol, Esquerra Unida, un regidor de Centre Democràtic i Social i un altre regidor trànsfuga popular, li arrabassaren el càrrec i passà a ser alcalde el seu cosí, el socialista Manuel Couce Pereiro.
El 18 d'abril de 2000 rebé una encomana d'argent de l'Orde Civil de Sanitat.
Morí l'1 de setembre de 2015 a Ferrol, als 87 anys.